# Центр Помпиду-Мец
Центр Помпиду-Мец (фр. Le centre Pompidou-Metz) — музей современного искусства в городе Мец (Франция). Является филиалом парижского Центра Жоржа Помпиду.
Первый камень музея был заложен 7 ноября 2006 года, и 12 мая 2010 года он был открыт для посетителей. Здание музея отличается оригинальной формой крыши. Центр Помпиду-Мец является крупнейшим музеем Франции по размеру выставочных площадей за пределами Парижа. Ежегодно музей посещают около 550 000 посетителей.